# 革命稅
革命稅，通常是反政府武裝组織（游擊隊和恐怖組織）一種資金來源，是保護費的一種委婉說法。
革命稅通常向公司勒索，但仍有向一般平民勒索。

## 例子

### 埃塔
巴斯克民族主義組織埃塔依靠革命稅收入，在2001年小型到中型的企業被勒索各35,000至400,000歐元

### 菲律賓
在菲律賓有很多本地和外國企業被菲律賓共產黨游擊隊勒索革命稅，

### 哥伦比亚
哥倫比亞游擊隊勒索革命稅在20世紀80年代和90年代已變得更加普遍。

### 尼泊尔
尼泊爾内戰期間，尼泊爾共產黨毛派向旅客廣泛勒索革命稅。

### 苏联
布爾什維克黨革命成功前，當時斯大林多次搶劫銀行作革命稅。
在蘇俄，布爾什維克政府於1918年11月2日頒布了革命性稅。儘管布爾什維克政府已經控制了國家，它的對手還是國際上公認的合法統治者。